# V.I.P.
V.I.P.foi uma boy band húngara constituída por quatro elementos. A banda representou a Hungria no Festival Eurovisão da Canção 1997, com a canção "Miért kell, hogy elmenj?" ("Porque é que tens de partir?"). A banda terminou em 12.º lugar, empatada com a canção grega "Horepse", interpretada por Marianna Zorba. A banda dissolveu-se em 2001.

## Elementos
A banda era constituída por Gergõ Rácz, Viktor Rakonczai, Imre Rakonczai e Alex Józsa. Viktor Rakonczai compôs a canção húngara para o Festival Eurovisão da Canção 2008 Candlelight, cantada por Csézy. 

## Álbuns
- 1997 – "V.I.P." (BMG)
- 1998 – Keresem a lányt (BMG)
- 1999 – Szükségem van rád (BMG)
- 2000 – Csak Neked (BMG)
- 2001 – Best of V.I.P. (BMG)